# Aivars Lazdenieks
Aivars Lazdenieks (Szkrunda, 1954. február 26. – 2023. augusztus 20.) olimpiai ezüstérmes szovjet-lett evezős.

## Pályafutása
A Dinamo Riga versenyzője volt. Az 1975-ös nottinghami világbajnokságon bronzérmes lett négypárevezősben Jevgenyij Dulejevvel, Jurij Jakimovval és Vytautas Butkussal. Az 1976-os montréali olimpián ugyanebben az összeállításban indultak és ezüstérmet szereztek. Utoljára az 1977-es amszterdami világbajnokságon szerepeltek együtt, ahol a B-döntőben a második helyen végeztek, így összetettben a nyolcadikok lettek.

## Sikerei, díjai
- Olimpiai játékok – négypárevezős
  - ezüstérmes: 1976, Montréal
- Világbajnokság – négypárevezős
  - bronzérmes: 1975